# Аммоний Саккас
Аммо́ний Сакка́с (др.-греч. Ἀμμώνιος Σακκᾶς, лат. Ammonius Saccas; 175—242, Александрия) — древнегреческий философ, живший в Римском Египте.
Достоверных сведений о жизни Аммония не сохранилось. Подтверждается только факт, что Аммоний был учителем основателя неоплатонизма Плотина, в 232—242/243. Помимо Плотина, учениками Аммония Саккаса были Ориген Язычник и Геренний (впоследствии тяготевшие к собственно платонизму); Кассий Лонгин; возможно, Ориген Христианин и Евтокий Аскалонский.
По сообщению Феодорита, происходил из бедной христианской семьи, работал грузчиком в порту Александрии, откуда получил своё прозвище «Саккас» (от слова σάκκος, мешок). По другим сведениям, получил прозвище от σακκοφόρος (одетый во вретище). Упоминается также под прозвищем Теодидактос (θεοδίδακτος, наученный богом).
По утверждению неоплатоника Порфирия, противника христиан, Аммоний отказался от христианства, после того, как познакомился с греческой философией. С этим фактом не соглашаются христианские авторы Иероним и Евсевий, которые утверждают, что Порфирий сознательно говорит неправду и Аммоний оставался христианином на протяжении всей жизни.
По сообщениям Гиерокла и Немезия (V век), Саккас утверждал, что учения Платона и Аристотеля по существу согласуются и находил такое согласование. Таким образом Аммоний сообщил неоплатонизму синтез идей платонизма о нематериальной душе и аристотелизма о чистом космическом уме-перводвигателе и его самосозерцании.
Создав философскую систему, целью которой было синтезировать известные религии, утвердив единый универсальный принцип и общую систему этики, Аммоний Саккас и его ученики были первыми, кто стал употреблять термин «теософия».